# 2024년 하계 올림픽 페루 선수단
페루는 2024년 7월 26일부터 8월 11일까지 파리에서 열리는 2024년 하계 올림픽에 참가했다. 페루 선수들은 1936년 공식 데뷔 이후 1952년 헬싱키 올림픽을 제외하고 모든 하계 올림픽에 출전했다.

## 출전 선수
| 종목     | 남자 | 여자 | 전체 |
| -------- | ---- | ---- | ---- |
| 육상     | 3    | 6    | 9    |
| 배드민턴 | 0    | 1    | 1    |
| 펜싱     | 0    | 1    | 1    |
| 유도     | 1    | 0    | 1    |
| 조정     | 0    | 3    | 3    |
| 요트     | 1    | 2    | 3    |
| 사격     | 1    | 1    | 2    |
| 서핑     | 2    | 1    | 3    |
| 수영     | 1    | 2    | 3    |
| 전체     | 9    | 17   | 26   |

## 메달 집계
| 종목 | 1 | 2 | 3 | 합계 |
| 종목 | ' | ' | ' | '    |
| 종목 | ' | ' | ' | '    |
| 종목 | ' | ' | ' | '    |
| 합계 | ' | ' | ' | '    |

## 같이 보기
- 2024년 하계 올림픽